# Kyriakos Mitsotakis
Kyriakos Mitsotakis (n. 4 martie 1968, Atena, Grecia) este un politician grec, prim-ministru al Greciei din data de 8 iulie 2019 de când a preluat funcția, în urma victoriei la alegerile parlamentare din 7 iulie ale aceluiași an, câștigate de Partidul Noua Democrație.